# Liste von Bergwerken im Märkischen Kreis

Städte und Gemeinden im Märkischen Kreis

Die Liste von Bergwerken im Märkischen Kreis umfasst die stillgelegten Bergwerke im Märkischen Kreis, Nordrhein-Westfalen. Der Bergbau im Sauerland fokussierte sich auf Erze und auch Schiefer.

## Liste

### Altena
| Name                | Ortsteil                     | Bergrevier | Anmerkungen                                                                                    | Lage | Beginn     | Ende | Bild |
| ------------------- | ---------------------------- | ---------- | ---------------------------------------------------------------------------------------------- | ---- | ---------- | ---- | ---- |
| Alexander           | Dahle                        | Witten     | Eisen; Mutung                                                                                  |      |            |      |      |
| Altena I            | Dahle                        | Witten     | Eisen; Stollen im Hegenscheider Siepen (am toten Mann); auch Steinberg auf dem Geechtengenannt | Lage | 1857 (um)  |      |      |
| Am Dahler Ossenberg | Dahle                        | Witten     | [ 2 ]                                                                                          |      | 1574       |      |      |
| Auf dem Gevel       | Altena                       | Witten     | [ 2 ] [ 4 ]                                                                                    |      | 1638       |      |      |
| Carolina            | Altroggenrahmede             | Witten     | Kupfer                                                                                         | Lage | 1755       | 1772 |      |
| Carolinen Zeche     | Drescheiderhagen             | Witten     | Kupfer; Oberer Stollen; Tiefer Stollen; Schacht; zeitweise Trinkwassergewinnung                | Lage |            |      |      |
| Christian           | Dahle                        | Witten     | Kupfer; Mutung                                                                                 |      |            |      |      |
| Dahle I             | Dahle                        | Witten     | Eisen; auch Sybilla genannt; evtl. identisch mit Auf dem Gevel                                 | Lage | 1775 (vor) | 1797 |      |
| Kronos II           | Nettenscheid                 | Witten     | Eisen                                                                                          |      | 1858 (um)  |      |      |
| Pestalozzi          | Dahle                        | Witten     | Kupfer                                                                                         |      |            |      |      |
| Sänger I            | Großendrescheid              | Witten     | Eisen                                                                                          | Lage | 1857 (um)  |      |      |
| Sänger II           | Großendrescheid              | Witten     | Eisen                                                                                          |      | 1857 (um)  |      |      |
| Saturn II           | Evingsen / Dahle / Neuenrade | Witten     | Eisen                                                                                          |      | 1859 (um)  |      |      |
| Siegeskrone         | Dahle                        | Witten     | Kupfer; im Tal des Wermicker Siepen                                                            | Lage | 1856       | 1890 |      |
| Themis              | Dahle                        | Witten     | Eisen; nördlich von Dahle am Wege vom „Auf dem Giebel“ nach Diekgraben                         | Lage | 1855-08-25 |      |      |
| Vollbracht          | ?                            | Witten     | Kupfer; am Orgelberg; neu verliehen 1857                                                       | Lage | 1663 (vor) |      |      |
| Wiedersehen         | Dahle                        | Witten     | Kupfer, Blei; neu gemutet 18. August 1855; Neuverleihung 25. August 1858                       | Lage | 1663 (vor) |      |      |
| Ziegenberg          | ?                            | Witten     | Schwefelkies                                                                                   |      | 1873       |      |      |

### Balve
| Name                         | Ortsteil                                               | Bergrevier | Anmerkungen | Lage      | Beginn          | Ende         | Bild |
| ---------------------------- | ------------------------------------------------------ | ---------- | --- | --------- | --------------- | ------------ | ---- |
| Aurora V                     | Beckum                                                 | Arnsberg   | Blei |           | 1867 (um)       |              |      |
| Balver Waldemey              | Wocklum                                                | Arnsberg   | Eisen |           | 1847 (um)       |              |      |
| Baggenbeil-Schieberg         | Langenholthausen                                       | Arnsberg   | zwischen Balve und Langenholthausen |           |                 |              |      |
| Beckumer Schlade             | Wocklum                                                | Arnsberg   | [ 11 ] |           | 1767 (vor)      | 1824 (mind.) |      |
| Bergschlade                  | Langenholthausen                                       | Arnsberg   | Eisen; keine Stollen, nur Schachtbetrieb |           | 1848 (um)       | 1852         |      |
| Bergwerk                     | Balve                                                  | Arnsberg   | [ 5 ] | Lage      |                 |              |      |
| Bernhardt                    | Balve                                                  | Arnsberg   | Blei |           | 1870 (um)       |              |      |
| Bolzenberg                   | Wocklum                                                | Arnsberg   | Eisen, Galmei; auch Bölzenberg oder Bötzenberg genannt                                                                                          |           | 1847 (um)       | 1851         |      |
| Concordia III                | Balve                                                  | Arnsberg   | Blei |           | 1847 (um)       |              |      |
| Elsterbuscherzug             | Böingen                                                | Arnsberg   | Ton- und Brauneisen |           |                 |              |      |
| Ernst                        | Beckum                                                 | Arnsberg   | Eisen, Galmei |           | 1848 (um)       |              |      |
| Felician                     | Balve                                                  | Arnsberg   | Eisen |           | 1859 (um)       |              |      |
| Franziska III                | Volkringhausen                                         | Arnsberg   | Blei, Mangan |           | 1867            |              |      |
| Glückauf                     | Balve                                                  | Arnsberg   | Eisen; auch Husenberg von Wrede genannt |           | 1828            | 1867         |      |
| Glückaufer Erbstollen        | Balve                                                  | Arnsberg   | Eisen |           | 1862 (um)       |              |      |
| Gotthelf                     | Garbeck                                                | Arnsberg   | Eisen |           | 1861            |              |      |
| Hasenacker                   | Langenholthausen                                       | Arnsberg   | Zink, Eisen; keine Stollen, nur Schachtbetrieb; nordwestlich von Vossloh                                                                        |           | 1848 (um)       |              |      |
| Henseneiche                  | Wocklum                                                | Arnsberg   | Roteisen |           | 1790            | 1850         |      |
| Hengsteborn                  | Langenholthausen                                       | Arnsberg   | Eisen |           | 1847 (um)       |              |      |
| Hengsteborn Fundgrube        | Langenholthausen                                       | Arnsberg   | Eisen |           | 1847 (um)       |              |      |
| Hengsteborn Nebenlehn        | Langenholthausen                                       | Arnsberg   | Eisen |           | 1847 (um)       |              |      |
| Hermann                      | Langenholthausen / Blintrop                            | Arnsberg   | Schwefelkies |           | 1873            |              |      |
| Hermannshöhe                 | Garbeck                                                | Arnsberg   | Eisen, Zink, Schwefelkies |           | 1868 (um)       |              |      |
| Herrschaft Gemen             | Balve                                                  | Arnsberg   | Eisen, Zink |           | 1870 (um)       |              |      |
| Horst                        | Garbeck                                                | Arnsberg   | Eisen |           | 1861            |              |      |
| Husenberg I                  | Balve / Garbeck                                        | Arnsberg   | Eisen |           | 1904 (um)       |              |      |
| Husenberg II                 | Balve / Beckum / Langenholthausen                      | Arnsberg   | Schwefelkies |           | 1904 (um)       |              |      |
| Husenberg III                | Balve / Beckum / Mellen                                | Arnsberg   | Schwefelkies |           | 1904 (um)       |              |      |
| Husenberg an der Pfarrkirche | Balve                                                  | Arnsberg   | Eisen; auch Husenberg von Landsberg genannt |           | 1787            |              |      |
| Kunibert I                   | Balve                                                  | Arnsberg   | Eisen |           | 1864 (um)       |              |      |
| Krautloh                     | Balve                                                  | Arnsberg   | [ 9 ] |           |                 |              |      |
| Landsberg                    | Balve                                                  | Arnsberg   | Eisen | 1848 (um) | 1884            | Lage         |      |
| Landsberg-Velen              | Küntrop / Garbeck / Hüsten / Langenholthausen / Amecke | Arnsberg   | Eisen; Eisensteindisrtictfeld |           | 1859 (um)       |              |      |
| Limmerstein(erzug)           | Langenholthausen                                       | Arnsberg   | Eisen; am Limmerstein; keine Stollen, nur Schachtbetrieb, Teufe bis 36 m; 25 Mann Belegschaft in besten Zeiten; förderte in 15 Jahren 12.000 to | Lage      | 1789            | 1860         |      |
| Löwenburg                    | Mellen                                                 | Arnsberg   | Eisen |           | 1849 (um)       |              |      |
| Murmicke                     | Langenholthausen                                       | Arnsberg   | Eisen; keine Stollen, nur Schachtbetrieb |           | 1783            | 1847         |      |
| Prudenz                      | Beckum                                                 | Arnsberg   | Zink, Eisen; auch Prudens geschrieben |           | 1848 (vor/um)   |              |      |
| Preloh                       | Balve                                                  | Arnsberg   | Eisen |           | 1852 (um)       |              |      |
| Saturn                       | Garbeck                                                | Arnsberg   | Eisen |           | 1856            |              |      |
| Schellenberg                 | Langenholthausen                                       | Arnsberg   | Eisen; belieferte die Julianenhütte; keine Stollen, nur Schachtbetrieb                                                                          |           | 1780 (mind.)    | 1825–1853    |      |
| Stethloh                     | Langenholthausen                                       | Arnsberg   | [ 17 ] |           |                 |              |      |
| Vossloh                      | Langenholthausen                                       | Arnsberg   | Eisen, Zink, Blei; keine Stollen, nur Schachtbetrieb; auch Vosloh geschrieben                                                                   |           | 1758 (um), 1829 | 1860         |      |
| Wiehloh                      | Langenholthausen                                       | Arnsberg   | [ 17 ] |           |                 |              |      |
| Wilhelmshöh                  | ?                                                      | Arnsberg   | [ 11 ] |           |                 |              |      |

### Halver
| Name                        | Ortsteil                         | Bergrevier | Anmerkungen | Lage | Beginn     | Ende         | Bild |
| --------------------------- | -------------------------------- | ---------- | --- | ---- | ---------- | ------------ | ---- |
| Albertine II                | Halver                           | Witten     | Eisen; verliehen 1873; 1919 wieder in Betrieb genommen                                                                  |      | 1872       | 1919 (mind.) |      |
| Annaglück                   | Schüreichhofen                   | Witten     | Eisen; verliehen am 26.3.1902; Förderungsbeginn 1902; 2 Stollen, 3 Schächte; Betrieb mit Idaglück                       | Lage | 1902-03-26 | 1937         |      |
| Anschlag                    | Halver                           | Witten     | Eisen; kein Betrieb |      | 1874/75    |              |      |
| Bergwerk am Schwarzen Teich | Oeckinghausen                    | Witten     | Eisen; Schwerspat, Eisen                                                                                                | Lage | 15. Jh.    | 1648         |      |
| Bernhardine II              | Halver / Breckerfeld             | Witten     | Eisen |      | 1873 (um)  |              |      |
| Elisabeth                   | Ehringhausen                     | Witten     | Eisen |      | 1867 (um)  |              |      |
| Ennepe                      | Halver                           | Witten     | Eisen; kein Betrieb |      | 1874/75    |              |      |
| Franz                       | Halver / Breckerfeld             | Witten     | Eisen |      | 1873 (um)  |              |      |
| Gustavus                    | Halver                           | Witten     | Kupfer; Versuchsstollen mit 10 m Länge                                                                                  |      | 1854 (um)  |              |      |
| Gustav II                   | Halver / Breckerfeld / Hülscheid | Witten     | Eisen |      | 1872/73    |              |      |
| Halver II                   | Oeckinghausen                    | Witten     | Eisen; kein Abbau |      | 1857       |              |      |
| Hülloch                     | Löhbach                          | Witten     | Blei; kein Betrieb |      | 1865-06-26 |              |      |
| Hürxthal I                  | Oeckinghausen                    | Witten     | Eisen; evtl. identisch mit Bergwerk am schwarzen Teich; Brauneisenstein mit einem Gehalt von 22,7 % Eisen; kein Betrieb |      | 1858       |              |      |
| Idaglück                    | Schüreichhofen / Radevormwald    | Witten     | Eisen; verliehen am 26.3.1902; Förderungsbeginn 1904; 4 Stollen und 5 Schächte; Betrieb mit Annaglück                   |      | 1902-03-26 | 1937         |      |
| Johann Bernhard             | Halver                           | Witten     | Eisen; Toneisensteinflöz mit einem Eisengehalt von 35 % und 25,4 %; kein Betrieb                                        |      | 1859       |              |      |
| Johannes Nähe               | Halver                           | Witten     | Eisen; kein Betrieb |      | 1860/61    |              |      |
| Marianne                    | Oeckinghausen ?                  | Witten     | Eisen; Mutung nimmt Bezug auf gelöschte Mutung Halver I; 1858 verliehen                                                 |      | 1858       |              |      |
| Mathilde                    | Hülscheid                        | Witten     | Eisen, Mangan |      | 1878 (um)  |              |      |
| Mercur                      | Oeckinghausen                    | Witten     | Eisen; 1881 als Geviertfeld neu verliehen                                                                               |      | 1881       |              |      |
| Ossendorf                   | Halver                           | Witten     | vermutlich identisch mit Johannes Nähe                                                                                  |      | 1499       |              |      |
| Rothhausen I                | Glörfeld                         | Witten     | Eisen |      | 1858       |              |      |
| Schmidt                     | Halver / Meinerzhagen            | Witten     | Eisen, Mangen; kein Betrieb                                                                                             |      | 1874-11-30 |              |      |
| Schmidthausen               | Halver / Meinerzhagen            | Witten     | Eisen, Mangen; kein Betrieb                                                                                             |      | 1874-11-30 |              |      |
| Up dem Kleyverbergh         | Schmidthausen                    | Witten     | Alaun, Eisen; südlich Hof Schmidthausen am Leifersberg                                                                  |      | 1578       |              |      |
| Wilhelm                     | Halver / Breckerfeld             | Witten     | Blei; 1864 verliehen |      | 1864       |              |      |

### Hemer
| Name                                       | Ortsteil                      | Bergrevier | Anmerkungen | Lage | Beginn        | Ende               | Bild |
| ------------------------------------------ | ----------------------------- | ---------- | --- | ---- | ------------- | ------------------ | ---- |
| Adrian                                     | Hemer                         | Witten     | Eisen; bei oder im Felsenmeer bei Hemer; zu Helle                                                                              |      |               |                    |      |
| Aron                                       | Hemer                         | Witten     | Eisen; bei oder im Felsenmeer bei Hemer; zu Helle                                                                              |      |               |                    |      |
| Apollo                                     | Westig                        | Witten     | Eisen; in der Calle |      |               |                    |      |
| August                                     | Becke                         | Witten     | Kupfer; in der Oese |      | 1867 (um)     |                    |      |
| Aufm Gruben, Hengstenberge und Kellerbruch | Deilinghofen                  | Witten     | [ 23 ] |      | 1638 (vor)    |                    |      |
| Bergwerk                                   | Deilinghofen                  | Witten     | Weißblei, Zink |      | 1857-06-21    |                    |      |
| Brehlen                                    | Edelburg                      | Arnsberg   | Eisen |      | 1854 (um)     |                    |      |
| Buch und Humboldt                          | Westig                        | Witten     | Eisen; beim Hönnetal |      |               |                    |      |
| Caspar                                     | Hemer                         | Witten     | Eisen; bei oder im Felsenmeer bei Hemer; zu Helle                                                                              |      |               |                    |      |
| Callerbruch                                | Westig                        | Arnsberg   | Zink; Schacht am Barloh bei Sundwig                                                                                            |      | 1767 (vor)    | 1860 (mind.)       |      |
| Conrad                                     | Landhausen / Iserlohn / Hemer | Witten     | Eisen; zu Consolidation Hemer                                                                                                  |      | 1850 (vor)    |                    |      |
| Consolidation Hemer                        | Hemer                         | Witten     | Eisen; Konsolidation gebildet aus St. Franciskus (Iserlohn), St. Caspar, Wilhelm, Glücksanfang und Conrad                      |      |               |                    |      |
| David                                      | Hemer                         | Witten     | Eisen; bei oder im Felsenmeer bei Hemer; zu Helle                                                                              |      |               |                    |      |
| Edelburg                                   | Hemer                         | Witten     | Eisen |      | 1858 (um)     |                    |      |
| Eisensteinzeche                            | Hemer                         | Witten     | Eisen |      | 1857 (um)     |                    |      |
| Emilie                                     | Hemer                         | Witten     | Eisen; am Jüberg |      | 1850 (um)     |                    |      |
| Florian                                    | Hemer                         | Witten     | Eisen; bei oder im Felsenmeer bei Hemer; zu Helle                                                                              |      |               |                    |      |
| Friedrich                                  | Hemer-Deilinghofen            | Witten     | Eisen; bei oder im Felsenmeer bei Hemer; zu Helle                                                                              |      | 1936 (vor/um) |                    |      |
| Friedrich II                               | Deilinghofen                  | Witten     | Eisen; im Deilinghofer Feld |      | 1858 (um)     |                    |      |
| Gallus                                     | Hemer                         | Witten     | Eisen; bei oder im Felsenmeer bei Hemer; zu Helle                                                                              |      |               |                    |      |
| Galmei-Gruben                              | Hemer                         | Witten     | Galmei, Zink, Blei |      | 1816 (um)     |                    |      |
| Glücksanfang                               | Hemer                         | Witten     | Eisen; am Wernshagen; zu Consolidation Hemer                                                                                   |      | 1850 (vor)    |                    |      |
| Gottfried                                  | Hemer                         | Witten     | Eisen; bei oder im Felsenmeer bei Hemer; zu Helle                                                                              |      |               |                    |      |
| Grafschaft Osten                           | Hemer                         | Witten     | Eisen |      | 1859 (um)     |                    |      |
| Grafschaft Osten II                        | Hemer                         | Witten     | Eisen |      | 1860 (um)     |                    |      |
| Hasenberg                                  | Hemer                         | Witten     | Blei; wohl 1859 neu verliehen                                                                                                  |      | 1633          | 1720 (mind.)       |      |
| Heinrich                                   | Hemer                         | Witten     | Eisen; bei oder im Felsenmeer bei Hemer; zu Helle                                                                              |      |               |                    |      |
| Helle                                      | Hemer-Sundwig                 | Witten     | Eisen, Zink; im Felsenmeer; früher Perick oder Perik genannt;16 Stollen; größte Teufe 57 m                                     |      | 1588 (vor)    | 1863 (mind.)       |      |
| Hemer                                      | Hemer / Becke                 | Witten     | Eisen |      | 1938 (vor/um) |                    |      |
| Henriette                                  | Hemer                         | Witten     | Eisen; bei oder im Felsenmeer bei Hemer; zu Helle                                                                              |      |               |                    |      |
| Hülfe Gottes                               | Hemer                         | Arnsberg   | Silber, Blei; auch als Gott hilft gewiß bekannt; zwischen Westig und Sundwig                                                   |      | 1664          | 1742-03-23 (mind.) |      |
| Humboldt                                   | Hemer-Deilinghofen            | Witten     | Eisen |      | 1860 (vor/um) |                    |      |
| Jakob                                      | Hemer                         | Witten     | Eisen; bei oder im Felsenmeer bei Hemer; zu Helle                                                                              |      |               |                    |      |
| Julian                                     | Hemer                         | Witten     | Eisen; bei oder im Felsenmeer bei Hemer; zu Helle                                                                              |      |               |                    |      |
| Kehlberg                                   | Hemer                         | Witten     | Eisen; unter Nieder-Hemeren |      |               |                    |      |
| Kronprinz                                  | Hemer                         | Witten     | Eisen; bei oder im Felsenmeer bei Hemer; zu Helle                                                                              |      |               |                    |      |
| Krug von Nidda                             | Westig                        | Witten     | Zink; Krug von Nidda (Lagerstätte Callerbruch); betrieben durch Märkisch-Westfälischen Bergwerksverein; heute Wasserversorgung |      | 1865          | 1893               |      |
| Neuglück                                   | Calle / Hemer                 | Witten     | Eisen; bei Magney |      | 1816 (um)     |                    |      |
| Nonnenberg                                 | Westig                        | Witten     | Blei, Kupfer |      | 1633          | 1720 (mind.)       |      |
| Oese                                       | Becke                         | Witten     | Schwefelkies; in der Oese |      |               |                    |      |
| Paulus I                                   | Riemke                        | Witten     | Eisen |      |               |                    |      |
| Peter I                                    | Deilinghofen / Hemer          | Witten     | Eisen; Pingen |      | 1859 (um)     |                    |      |
| Rosenbusch                                 | Westig                        | Witten     | Galmei; Lagerstätte nördliches und südliches Lager; mehrere Schächte an der Ernst-Stenner-Straße                               |      |               |                    |      |
| Rosenhof(f)                                | Landhausen                    | Witten     | Eisen; zwischen Niederhemer und Landhausen                                                                                     |      | 1834 (um)     |                    |      |
| Säuler                                     | ?                             | Witten     | Eisen |      |               |                    |      |
| Schachtanlagen Westig (Schächte I und II)  | Westig                        | Witten     | Zink; heute Wasserversorgung                                                                                                   |      | 1861 (um)     | 1893 (um)          |      |
| Schächte I, II, III                        | Deilinghofen                  | Witten     | Galmei |      |               |                    |      |
| Silberberg                                 | Sundwig                       | Witten     | Zink, Silber, Blei |      | 1753 (vor)    |                    |      |
| St. Caspar                                 | Landhausen                    | Witten     | Eisen; zu Consolidation Hemer                                                                                                  |      | 1850 (vor)    |                    |      |
| Unverhofft                                 | Oberhemer                     | Witten     | Eisen |      | 1859 (um)     |                    |      |
| Urbke                                      | Hemer                         | Witten     | Eisen |      | 1853 (um)     |                    |      |
| Urban                                      | Hemer                         | Witten     | Eisen; bei oder im Felsenmeer bei Hemer; zu Helle                                                                              |      |               |                    |      |
| Von Buch                                   | Deilinghofen                  | Witten     | Eisen |      | 1860 (um)     |                    |      |
| Wilhelm                                    | Landhausen                    | Witten     | Eisen; zu Consolidation Hemer                                                                                                  | Lage | 1850 (vor)    |                    |      |
| Wilhelmine                                 | Hemer                         | Witten     | Eisen; bei oder im Felsenmeer bei Hemer; zu Helle                                                                              |      |               |                    |      |
| York                                       | Westig                        | Witten     | Kupfer, Blei; Verleihung 19. November 1858                                                                                     |      | 1856-05       |                    |      |
| Ziehten                                    | Deilinghofen                  | Witten     | Eisen |      | 1857 (um)     |                    |      |

### Herscheid
| Name                 | Ortsteil                          | Bergrevier | Anmerkungen | Lage   | Beginn                       | Ende         | Bild |
| -------------------- | --------------------------------- | ---------- | --- | ------ | ---------------------------- | ------------ | ---- |
| Adelgunde            | Oberholte                         | Witten     | Eisen; Schacht am Piener Kopf; Verleihung am 27. März 1858; mehrere kleine Schächte/> | Lage   | 1855-11-30                   | 1893         |      |
| Agnes                | Kiesbert                          | Witten     | Schwefelkies; am alten Hohlweg von Kiesbert nach Waldmin am Fuß der Nordhelle; Verleihung am 29. August 1868                                                                                    | Lage   | 1868-08-29                   | 1876         |      |
| Am Schellhorn        | Herscheid                         | Witten     | Schiefer; im Tal der Klebbecke; 30 m langer Stollen; Luftschutz im 2. Weltkrieg | Lage   |                              |              |      |
| Amandus              | Höllmecke                         | Witten     | Kupfer; 25 m langer, Stollen (in einer Garage; unzugänglich); Schürfschein am 20.11.1875 beantragt; gemutet am 2.5.1876; am 4.8.1876 verliehen                                                  | Lage   | 1876-05-02                   |              |      |
| Auf der Silberkoulen | Herscheider Mühle                 | Witten     | Silber; im Grubenbezirk Silberg | Lage ? | 1688 (evtl. bereits 11. Jh.) |              |      |
| Auguste I            | Herscheid / Werdohl / Lüdenscheid | Witten     | Blei, Kupfer, Zink, Eisen; im Tal der schwarzen Ahe unweit der Ahemühle; Verleihung am 29.06.1872; große Halde oben auf der Bergspitze; darunter 3 verbrochene Stollen; 1894 4 Mann Belegschaft | Lage   | 1871-12-30                   | 1899         |      |
| Aurora               | Warbollen                         | Witten     | Eisen; auch Eisenwerk auf Warbillingen genannt; 1859 neu genutet; 10 m tiefer Schacht |        | 1675                         |              |      |
| Aurelia              | Warbollen                         | Witten     | Eisen;18.07.1859 neu gemuthet; Neuverleihung am 17. Juni 1860 | Lage   | 1675-08-12                   |              |      |
| Bergmannsleben       | Stottmert                         | Witten     | Eisen, Kupfer, Zink, Blei, Schwefelkies; südlich von Stottmert; Mutung 19. Oktober 1853, Verleihung 26. Juni 1854; Stilllegung bereits 1864; Analyse: 20–23 % Eisengehalt                       | Lage   | 1853-10-19                   | 1864         |      |
| Bergwerk bei Marlin  | Marlin                            | Witten     | ? | Lage   |                              |              |      |
| Constantia 21        | Ippenburg                         | Witten     | Eisen; Analyse 27 % Eisen; 194 Lachter von dem Hause Groll, früher Ippenburg „an der Voßhelle“ entfernt                                                                                         |        | 1856-11-25                   |              |      |
| Constantin XVI       | Germelin                          | Witten     | Brauneisenstein; in der Nähe von Rencontre | Lage   | 1856-11-25                   | 1890 (ca.)   |      |
| Constantin XXII      | Reblin                            | Witten     | [ 32 ] | Lage   |                              |              |      |
| Danklin              | Danklin                           | Witten     | Eisen; südwestlich von Danklin; nördlich von Herscheid |        |                              |              |      |
| Dechen               | ?                                 | Witten     | Brauneisenstein |        | 1857-02-21                   | 1860-05-30   |      |
| Dreieinigkeit        | Elsen                             | Witten     | Zink; südwestlich von Elsen; direkt südlich von Sizilien | Lage   |                              |              |      |
| Emma                 | Hervel                            | Witten     | Eisen | Lage   |                              |              |      |
| Erzgebirge           | Daum                              | Witten     | Eisen | Lage   |                              |              |      |
| Franziska            | ?                                 | Witten     | Steinkohle |        |                              |              |      |
| Garibaldi            | Warbollen                         | Witten     | Eisen; Analyse: 38,6 % Eisen; südöstlich und bei Grube Wolff; 1858 verliehen; 25. März 1866 Erweiterungsantrag                                                                                  | Lage   | 1857-08                      | 1893         |      |
| Georg                | Reblin                            | Witten     | Schwefelfkies; an Fuß der Nordhelle | Lage   | 1867-06-09                   |              |      |
| Genügsamkeit         | Hardt                             | Witten     | Eisen; Verleihung am 21. Januar 1858 | Lage   | 1853-11-21                   | 1866-09      |      |
| Glückauf             | Frehlinghausen                    | Witten     | nördlich des Ortes; Neuverleihung 1871 als Alex, Alex I; damals kein Betrieb |        |                              |              |      |
| Glückshoffnung       | Herscheider Mühle                 | Witten     | Schwerspat, Schwefelkies (1910); direkt an der Herscheider Mühle im Grubenbezirk Silberg; der Beginn des Bergbau-Wanderweges von 1979; Schächte (Hauptschacht 11 m Teufe); ca. 375 m Länge;     | Lage   | 1860                         | 1926         |      |
| Gustus               | Berghagen                         | Witten     | Kupfer; 16 m langer Stollen; 120 m sw Grube Amandus; verliehen 20. Februar 1862; lief wohl nur kurz                                                                                             | Lage   | 1859-05-13                   |              |      |
| Gustav               | Herscheid                         | Witten     | Kupfer |        | 1862 (um)                    |              |      |
| Gute Hoffnung        | Herscheid                         | Witten     | Im Bachtal der Else zwischen Warbollen und Elsen; 14 m langer Stollen | Lage   |                              |              |      |
| Hektor               | Friedlin                          | Witten     | Eisen |        |                              |              |      |
| Hövel                | Herscheid                         | Witten     | Eisen, am Ostabhang des Berges zwischen Warbollen und Elsen; markscheidet mit Gute Hoffnung | Lage   |                              |              |      |
| Josef                | Gaßmert                           | Witten     | Eisen;südöstlich von Gaßmert |        |                              |              |      |
| Justus               | Herscheid                         | Witten     | Kupfer;verliehen am 13. Mai 1861; am Fahrweg von Herscheid nach Schönebecke |        | 1859-05-13                   |              |      |
| Leonore              | Warbollen                         | Witten     | Eisen; Schachtbetrieb; Verleihung am 22. Januar 1858 |        | 1853-03-28                   | 1868         |      |
| Nikolaus             | Hardt                             | Witten     | [ 35 ] [ 5 ] | Lage   |                              |              |      |
| Nortfelt             | Marlin ?                          | Witten     | Blei, Kupfer; Neuverliehen Ende 19. Jh.; 4 Jahre in Betrieb |        | 1533                         | 1900 (vor)   |      |
| Olga                 | Marlin                            | Witten     | Blei, Kupfer; verliehen 1893-04-11 | Lage   | 1892-06-07                   | 1896         |      |
| Otto XXI             | Daum                              | Witten     | Eisen | Lage   |                              |              |      |
| Otto XXV             | Kiesbert                          | Witten     | Eisen; im Ebbegebirge südwestlich des Rehbergs |        |                              |              |      |
| Otto XXXVIII         | Brehscheid                        | Witten     | Eisen | Lage   |                              |              |      |
| Rencontre            | Schönebecke                       | Witten     | Blei; etwa 500 Meter von der Schule in der Schönebecke nach Richtung Herscheid; 16. September 1864 neu gemuthet; Neuverleihung am 19. September 1865                                            | Lage   | 1618 (vor)                   | 1890 (ca.)   |      |
| Richard              | Daum                              | Witten     | Eisen | Lage   |                              |              |      |
| Silberblick          | Herscheider Mühle                 | Witten     | Kupfer, Blei; im Grubenbezirk Silberg; 30. Januar 1859 neu gemutet; 9. September 1861 neu verliehen                                                                                             | Lage   | 1654 (vor)                   | 1926         |      |
| Silberstern          | Herscheider Mühle / Lüdenscheid   | Witten     | Kupfer, Blei, Zink, kleine Mengen Silber; mind. 6 Schächte; im Grubenbezirk Silberg | Lage   | 1859 (um)                    |              |      |
| Silberberg           | Herscheider Mühle                 | Witten     | Kupfer; Blei; Zink; nahe Silberg; Verleihung am 2. März 1859; Schachtbetrieb | Lage   | 1856-06-09                   |              |      |
| Sizilien             | Elsen                             | Witten     | Mangan; westlich von Elsen |        |                              |              |      |
| Stollen bei Wermecke | Wermecke                          | Witten     | verbrochener Stollen oberhalb des Hofes Wermecke in dem gleichnamigen Siepen |        |                              |              |      |
| Tiger                | Daum                              | Witten     | Eisen | Lage   |                              |              |      |
| Vergeltung           | Wellin                            | Witten     | [ 35 ] [ 32 ] [ 5 ] | Lage   |                              |              |      |
| Vertrauen            | Oberholte                         | Witten     | Schürfarbeiten am westlichen Abhang des Piener Kopf | Lage   | 1858                         |              |      |
| Westfalen I          | Hervel                            | Witten     | kein Betrieb; In der Nähe von Hervel und Becke; verliehen 1882-02-27 | Lage   | 1880-12                      | 1884         |      |
| Westfalen II         | Hervel                            | Witten     | kein Betrieb; In der Nähe von Hervel und Becke; verliehen 1882-02-27 | Lage   | 1880-12                      | 1884         |      |
| Westfalen III        | Hervel                            | Witten     | kein Betrieb; In der Nähe von Hervel und Becke; verliehen 1882-02-27 | Lage   | 1880-12                      | 1884         |      |
| Wolff                | Warbollen                         | Witten     | am Südlichen Abhang des Berges Buschhagen (nw Grube Garibaldi); lediglich Schurf; verliehen 26. August 1859                                                                                     | Lage   | 1855-04-03                   | 1861 (mind.) |      |

### Iserlohn
| Name                           | Ortsteil             | Bergrevier | Anmerkungen | Lage | Beginn        | Ende         | Bild |
| ------------------------------ | -------------------- | ---------- | --- | ---- | ------------- | ------------ | ---- |
| Adda                           | Iserlohn             | Witten     | Eisen |      | 1859 (um)     |              |      |
| Adlerstollen                   | Iserlohn             | Witten     | Galmei; Lagerstätte Alte Grube, Stollen noch befahrbar; Mundloch verschlossen in einer Garage in Grüner Talstraße 25                                                                                                |      | 1840          | 1900         |      |
| Angela                         | Wulfringsen          | Witten     | Eisen |      | 1859 (um)     |              |      |
| Agnes                          | Iserlohn             | Witten     | Eisen |      |               |              |      |
| Auf dem Kellerbruch und Groven | Iserlohn             | Arnsberg   | Zink |      | 1688          |              |      |
| Angela                         | Sümmern              | Arnsberg   | Eisen; in dem Siepen bei Wulferdingsen, Flur VIII/272 2;verliehen 1859-02; kein Betrieb |      | 1856          |              |      |
| Bertha et Ottilius             | Iserlohn-Calle       | Witten     | Eisen |      | 1859 (um)     |              |      |
| Bertha II                      | Sümmern              | Witten     | Eisen |      | 1859 (um)     |              |      |
| Carls Hütte                    | Hennen               | Witten     | Eisen |      | 1859 (um)     |              |      |
| Dorothea                       | Iserlohn             | Witten     | Schwefelkies |      |               |              |      |
| Erzgebirge II                  | Iserlohn / Evingsen  | Witten     | Kupfer, Blei | Lage | 1861 (um)     |              |      |
| Erzgebirge I, III, IV, V       | Attern               | Witten     | Kupfer, Blei; mindestens sechs Stollen und 1 Schacht, Lageplan und Bilder; in der Bräke; Betrieb (Versuchsbetrieb/Aufschlussarbeiten) 1860–1894, 1937–1940; Verleihung 12. Dezember 1860; Erzgebirge V gem. 1858-03 |      | 1857-09-15    | 1940         |      |
| Franz                          | Letmathe             | Witten     | Kupfer |      | 1869 (um)     |              |      |
| Franziska                      | Sümmern-Bixterhausen | Arnsberg   | Eisen; verliehen 1858; wohl kein Betrieb; auch unter Theodor König geführt |      | 1858-05-22    |              |      |
| Franz Luy                      | Letmathe             | Witten     | Eisen |      | 1859 (um)     |              |      |
| Friedrich                      | Hennen               | Witten     | Eisen |      | 1859 (um)     |              |      |
| Friederika                     | Oestrich             | Witten     | Zink |      | 1867 (um)     |              |      |
| Gallmey                        | Iserlohn             | Witten     | Zink und Blei |      |               |              |      |
| Hemer III                      | Calle / Hemer        | Witten     | Eisen; beim Schleddenhof |      | 1857 (vor/um) |              |      |
| Hermann                        | Iserlohn             | Witten     | Eisen |      | 1849 (um)     |              |      |
| Hermann Diedrich               | Dröschede            | Witten     | Eisen |      | 1841 (um)     |              |      |
| Hölle                          | Iserlohn             | Witten     | Eisen |      | 1755 (um)     |              |      |
| Honselmann                     | Iserlohn             | Witten     | Eisen |      |               |              |      |
| Johanna                        | Oestrich             | Witten     | Kupfer |      | 1872 (um)     |              |      |
| Kluft I und II                 | Iserlohn             | Witten     | Galmei; betrieben durch Märkisch-Westfälischen Bergwerksverein |      |               |              |      |
| Kupferberg                     | Letmathe             | Witten     | Zink, Blei |      | 1868 (um)     |              |      |
| Leontine                       | Sümmern              | Arnsberg   | Eisen; bei Trecklenkamp; in der Flur IX/15 der Gemeinde Sümmern, „unter den Hofen“ genannt |      | 1859-02-12    |              |      |
| Matthiasstollen                | Iserlohn             | Witten     | Eisen; in der Tiefenbach |      |               |              |      |
| Messinggewerkschaft Iserlohn   | ?                    | Arnsberg   | Zink |      | 1751          |              |      |
| Moritz Casimir II              | Letmathe             | Witten     | Eisen |      | 1858 (um)     |              |      |
| Schelk I                       | Letmathe             | Witten     | Eisen |      | 1859 (um)     |              |      |
| Schelk II                      | Letmathe             | Witten     | Eisen |      | 1859 (um)     |              |      |
| Sophia                         | Letmathe             | Witten     | Eisen |      | 1850 (um)     | 1855 (ca.)   |      |
| St. Franciscus                 | Iserlohn             | Witten     | Eisen; bei Gut Magney; zu Consolidation Hemer |      | 1850 (vor)    | 1854 (mind.) |      |
| Stollen                        | Iserlohn             | Arnsberg   | in der Läger (Mühlenberg); als Bunker ausgebaut |      |               |              |      |
| Stahlschmiede                  | Iserlohn             | Witten     | Galmei; betrieben durch Märkisch-Westfälischen Bergwerksverein |      | 1856 (vor)    | 1865 (mind.) |      |
| Tiefbau von Hövel              | Iserlohn             | Witten     | Zink; Teufe 205 m, letzte aktive Grube in Iserlohn, betrieben durch Märkisch-Westfälischen Bergwerksverein. Lagerstätte Hermann, Iserlohner Galmeigruben.                                                           |      |               | 1900         |      |
| Victoria                       | Oestrich             | Witten     | Eisen, Mangan |      | 1888 (um)     |              |      |
| Victoria II                    | Oestrich             | Witten     | Eisen, Mangan |      | 1888 (um)     |              |      |

### Kierspe
| Name            | Ortsteil                             | Bergrevier | Anmerkungen | Lage | Beginn        | Ende | Bild |
| --------------- | ------------------------------------ | ---------- | --- | ---- | ------------- | ---- | ---- |
| Alex VI, VII    | ?                                    | Witten     | Eisen; nach Aufschluss kein Betrieb; am 14. November 1872 verliehen.                                           |      | 1872-11-14    |      |      |
| Am Gockelsberg  | Bollwerk                             | Witten     | Eisen, Blei |      | 1603          |      |      |
| Anna            | Rönsahl                              | Witten     | Eisen |      | 1873-07-25    |      |      |
| Asbeck          | Asbeck                               | Witten     | Eisen |      | 1858 (um)     |      |      |
| Asbeck-Brüggen  | Rönsahl                              | Witten     | Blei, Kupfer                                                                                                   |      | 1902 (um)     |      |      |
| Bergwerk        | ?                                    | Witten     | Blei, Kupfer; zwei Grubenfelder                                                                                |      | 1902-01-08    |      |      |
| Bergwerk        | ?                                    | Witten     | Eisen |      | 1874-03-04    |      |      |
| Bergwerk        | ?                                    | Witten     | Eisen |      | 1862-02-01    |      |      |
| Bergwerk        | Hamecke                              | Witten     | evtl. Grubenfeld Alex ?                                                                                        | Lage |               |      |      |
| Brügger Robert  | Rönsahl                              | Witten     | Blei, Kupfer                                                                                                   |      | 1902 (vor/um) |      |      |
| Brügger Wilhelm | Rönsahl                              | Witten     | Eisen |      | 1874 (um)     |      |      |
| Bollwerk        | Bollwerk / Lüdenscheid               | Witten     | Kupfer, Schwefelkies; nach Aufschluss kein Betrieb; westlich von Alex VI auf dem Bergrücken der Schlenker Höhe |      | 1874-03-12    |      |      |
| Bollwerk I      | Bollwerk / Lüdenscheid               | Witten     | Kupfer, Schwefelkies; nach Aufschluss kein Betrieb; westlich von Alex VI auf dem Bergrücken der Schlenker Höhe |      | 1874-03-12    |      |      |
| Drögeputt       | Kierspe / Lüdenscheid / Meinerzhagen | Witten     | Eisen |      | 1873-07-03    |      |      |
| Elisabeth       | ?                                    | Witten     | Eisen |      | 1876-06-06    |      |      |
| Ennepe          | ?                                    | Witten     | Eisen |      | 1874-12-24    |      |      |
| Homert          | ?                                    | Witten     | Eisen |      | 1875-08-26    |      |      |
| Locomotive      | Rönsahl                              | Witten     | Eisen;auf dem Rehberg bei Gogarten; 1854 neu gemutet; neu verliehen 1855                                       |      | 13./14. Jh.   |      |      |
| Mallinkrodt     | Kierspe / Meinerzhagen               | Witten     | Eisen |      | 1874-03-31    |      |      |
| Mark            | Kierspe / Meinerzhagen               | Witten     | Eisen |      | 1874 (um)     |      |      |
| Mark I          | Kierspe / Meinerzhagen               | Witten     | Eisen |      | 1874-02-07    |      |      |
| Mark II         | ?                                    | Witten     | Eisen |      | 1874-02-07    |      |      |
| Reichensperger  | Kierspe / Meinerzhagen               | Witten     | Eisen |      | 1874-03-31    |      |      |
| Rothenstein     | Kierspe / Lüdenscheid / Meinerzhagen | Witten     | Eisen |      | 1874-07-03    |      |      |
| Volme           | Kierspe / Halver / Lüdenscheid       | Witten     | Mangan, Kupfer?                                                                                                |      | 1874-03-28    |      |      |
| Windhorst       | Kierspe / Meinerzhagen               | Witten     | Eisen |      | 1874-03-31    |      |      |
| Zilla           | Kierspe                              | Witten     | Eisen |      | 1873-08-09    |      |      |

### Lüdenscheid
| Name                   | Ortsteil                 | Bergrevier | Anmerkungen                                                                                         | Lage | Beginn     | Ende         | Bild                                                                |
| ---------------------- | ------------------------ | ---------- | --------------------------------------------------------------------------------------------------- | ---- | ---------- | ------------ | ------------------------------------------------------------------- |
| Abendlicht             | Freisenberg / Hülscheid  | Witten     | Eisen                                                                                               | Lage | 1873-05-10 |              |                                                                     |
| Abendroth              | Freisenberg              | Witten     | Eisen                                                                                               | Lage |            |              |                                                                     |
| Aechtenscheid          | Aechtenscheid            | Witten     | Kupfer, Blei                                                                                        | Lage | 1860-02-18 |              |                                                                     |
| Alexander              | Niederhunscheid          | Witten     | Eisen; 40 m langer Stollen; östlich von Alex V                                                      |      | 1873-06-03 |              |                                                                     |
| Alex II                | Niederhunscheid          | Witten     | Eisen; 2 Schächte; einer mit 86 m Teufe                                                             | Lage | 1872       | 1880         |                                                                     |
| Alex III               | Niederhunscheid          | Witten     | Eisen                                                                                               |      | 1872 (um)  |              |                                                                     |
| Alex V                 | Lüdenscheid              | Witten     | Eisen                                                                                               |      | 1872 (um)  |              |                                                                     |
| Alex VI                | Lüdenscheid / Kierspe    | Witten     | Eisen                                                                                               |      | 1872 (um)  |              |                                                                     |
| Alex VII               | Lüdenscheid / Kierspe    | Witten     | Eisen                                                                                               |      | 1872 (um)  |              |                                                                     |
| Alex VIII              | Homert                   | Witten     | Eisen                                                                                               | Lage |            |              |                                                                     |
| Alex IX                | Spielwigge               | Witten     | Eisen                                                                                               | Lage | 1872 (um)  |              | Stollenmundloch des unteren Stollen der Grube Alex IX an der Homert |
| Alex XII               | Lüdenscheid / Kierspe    | Witten     | Eisen                                                                                               |      | 1873 (um)  |              |                                                                     |
| Chimborazo             | Lüdenscheid / Altena     | Witten     | Eisen                                                                                               |      | 1874 (um)  |              |                                                                     |
| Drescheid              | Lüdenscheid              | Witten     | Eisen                                                                                               |      | 1873 (um)  |              |                                                                     |
| Echtenscheid           | Aechtenscheid            | Witten     | Kupfer, Blei; heute unter dem Spiegel der Versetalsperre (nicht identisch mit Grube Aechtenscheid!) | Lage | 1862-01-30 |              |                                                                     |
| Eduard                 | Klinkenberg              | Witten     | Kupfer, Blei, Zink; heute unter dem Spiegel der Versetalsperre                                      | Lage | 1859 (um)  |              |                                                                     |
| Erwerbung              | Klinkenberg              | Witten     | Kupfer, Blei, Zink; heute unter dem Spiegel der Versetalsperre                                      | Lage | 1859 (um)  |              |                                                                     |
| Friedrich Gustav       | Hunswinkel               | Witten     | Kupfer, Blei, Eisen; heute unter dem Spiegel der Versetalsperre                                     | Lage | 1859 (um)  |              |                                                                     |
| Griesing               | Lüdenscheid / Kierspe    | Witten     | Eisen                                                                                               |      | 1874 (um)  |              |                                                                     |
| Gute Hoffnung II       | Homert / Stilleking      | Witten     | Eisen                                                                                               | Lage | 1860 (um)  |              |                                                                     |
| Heilige Dreifaltigkeit | ?                        | Witten     | [ 47 ]                                                                                              |      | 1435-02-18 | 1524 (mind.) |                                                                     |
| Homert                 | Hokühl ? / Kierspe       | Witten     | Eisen                                                                                               |      | 1874 (um)  |              |                                                                     |
| Homert I               | Hokühl                   | Witten     | Eisen                                                                                               | Lage | 1874 (um)  |              |                                                                     |
| Neu-Essen I            | Oberrahmede / Dünnebrett | Witten     | Kupfer; zu Vereinigte Essendia                                                                      | Lage | 1859 (um)  |              |                                                                     |
| Neu-Essen II           | Dünnebrett               | Witten     | Kupfer; zu Vereinigte Essendia                                                                      |      | 1859 (um)  |              |                                                                     |
| Neu-Essen III          | Dünnebrett               | Witten     | Kupfer; zu Vereinigte Essendia                                                                      |      | 1859 (um)  |              |                                                                     |
| Soest                  | Großendrescheid          | Witten     | Eisen                                                                                               |      | 1858 (um)  |              |                                                                     |
| Stollen                | Homert                   | Witten     | Stollen einer unbekannten Grube                                                                     | Lage |            |              | Stollenmundloch einer unbekannten Grube an der Homert               |
| Stollen                | Homert                   | Witten     | Stollen einer unbekannten Grube                                                                     | Lage |            |              | Stollenmundloch einer unbekannten Grube an der Homert               |
| Vereinigte Essendia    | Rathmecke                | Witten     | Kupfer; konsolidiert aus Neu-Essen I (Neuenweg), Neu-Essen II und Neu-Essen III                     | Lage | 1861-11-19 |              |                                                                     |
| Wilhelm                | Klame                    | Witten     | ; heute unter dem Spiegel der Versetalsperre                                                        | Lage |            |              |                                                                     |

### Meinerzhagen
| Name                 | Ortsteil                   | Bergrevier | Anmerkungen | Lage | Beginn     | Ende         | Bild |
| -------------------- | -------------------------- | ---------- | --- | ---- | ---------- | ------------ | ---- |
| Albert               | Valbert                    | Witten     | Blei, Kupfer |      | 1886 (um)  |              |      |
| Blomberg             | Blomberg                   | Witten     | Eisen; Buschgrund „Am Hahn“ des Turck zu Blomberg |      | 1867 (um)  |              |      |
| Bracht               | ?                          | Witten     | Eisen; am Dreiländereck Valbert, Meinerzhagen, Lieberhausen |      | 1755       | 1759         |      |
| Clara Sophie         | Gütenbecke                 | Witten     | Eisen |      | 1902 (vor) |              |      |
| Constantin II        | Wilkenberg                 | Witten     | Eisen |      | 1850 (um)  |              |      |
| Constantin III       | Wilkenberg                 | Witten     | Eisen | Lage | 1856-12-30 | 1925 (mind.) |      |
| Constantin V         | Wilkenberg                 | Witten     | Eisen; am 14.02.185? verliehen | Lage | 1850 (um)  | 1925 (mind.) |      |
| Constantin VI        | Hardenberg                 | Witten     | Eisen |      | 1858 (um)  |              |      |
| Constantin X         | Valbert                    | Witten     | Eisen | Lage | 1857 (um)  |              |      |
| Constantin XX        | Spädinghausen, Haumche     | Witten     | Eisen | Lage | 1858 (um)  |              |      |
| Constantin XXI       | Herscheid                  | Witten     | Eisen |      | 1858 (um)  |              |      |
| Constantin XXIII     | Spädinghausen, Haumche     | Witten     | Eisen; altes Feld; seit 1840 gelöscht |      |            |              |      |
| Düppel               | Meinerzhagen               | Witten     | Eisen |      | 1874 (um)  |              |      |
| Eisengang            | Ebberg                     | Witten     | Eisen; am südlichen Abhang des Ebbegebirges in der Nähe des Hauses Plate zu Ebbe |      | 1859 (um)  |              |      |
| Falkenstein          | Meinerzhagen               | Witten     | Eisen |      | 1874-03-28 |              |      |
| Friedrichsglück      | Meinerzhagen               | Witten     | Eisen |      | 1876 (um)  |              |      |
| Friedrich Wilhelm    | ?                          | Witten     | Eisen |      | 1874-08-19 |              |      |
| Glückauf             | Vorderhagen                | Witten     | [ 48 ] | Lage |            |              |      |
| Gottvertrauen        | Meinerzhagen               | Witten     | Eisen;verliehen am 15. Januar 1879; evtl. identisch mit Silberkuhlenberg |      | 1875-12-22 |              |      |
| Gustav Glück         | Wilkenberg                 | Witten     | altes Feld; seit 1840 etwa gelöscht |      |            |              |      |
| Gustav Otto          | ?                          | Witten     | Eisen |      | 1858-09-11 |              |      |
| Gute Hoffnung        | Scherl                     | Witten     | Kupfer, Blei; am Hahn im Listertal |      | 1849       | 1900 (ca.)   |      |
| Heinrich Gericke II  | Wilkenberg                 | Witten     | Eisen, Mangan; am „Dreiländereck“ Meinerzhagen, Valbert, Lieberhausen |      | 1874 (um)  |              |      |
| Heinrich Gericke III | Meinerzhagen / Valbert     | Witten     | Eisen, Mangan |      | 1874 (um)  |              |      |
| Heinrich Gericke IV  | Meinerzhagen / Valbert     | Witten     | Eisen, Mangan |      | 1874 (um)  |              |      |
| Hellberg II          | Hellberg                   | Witten     | Eisen |      | 1902 (vor) |              |      |
| Henriette            | Winzenberg                 | Witten     | Eisen |      | 1902 (vor) |              |      |
| Hörde III            | Mittelhagen                | Witten     | Eisen | Lage | 1862-05-30 |              |      |
| Lasker               | Meinerzhagen / Kierspe     | Witten     | Eisen; verliehen am 28. März 1874; Grubenfeld liegt teilweise auf dem Gebiet von Kierspe | Lage | 1873-12-19 |              |      |
| Lena                 | Ebberg                     | Witten     | verliehen am 11. Juli 1857; Bezug zu gelöschter Mutung Lina | Lage | 1857-12-20 |              |      |
| Moltke               | Meinerzhagen / Valbert     | Witten     | Eisen |      | 1874 (um)  |              |      |
| Melkenstein          | Meinerzhagen               | Witten     | Eisen |      | 1902 (vor) |              |      |
| Metz                 | Meinerzhagen               | Witten     | Eisen |      | 1874 (um)  |              |      |
| Molz                 | ?                          | Witten     | Eisen |      |            |              |      |
| Morgenröte           | Hösinghausen               | Witten     | Eisen |      | 1676 (vor) | 1835 (mind.) |      |
| Otto XVII            | Ebberg                     | Witten     | in „Dutzelstein“ bei Valbert unweit des Kolbturmes im Ebbe; Verleihung 6. Januar 1859 |      | 1856-08-17 |              |      |
| Prinz Biron          | Meinerzhagen               | Witten     | [ 51 ] |      |            |              |      |
| Roon                 | Meinerzhagen               | Witten     | Eisen |      | 1876 (um)  |              |      |
| Rudolf               | Valbert / Meinerzhagen     | Witten     | Eisen |      | 1883 (um)  |              |      |
| Schottland           | Herringhausen              | Witten     | Eisenerz; es gibt zusätzlich noch Schottland II, III, VII, VIII, XIII, XVI, XVII und XVIII | Lage |            |              |      |
| Schottland II        | Österfeld / Valbert        | Witten     | Eisen; auf dem Weg von Österfeld nach Hardenberg; verliehen am 29.1.1859; erweitert am 14.2.1867 | Lage | 1853 (um)  |              |      |
| Schottland III       | Mittelhagen / Valbert      | Witten     | Eisen; verliehen am 24. Juni 1865 | Lage | 1853-11-24 |              |      |
| Schottland VII       | Meinerzhagen               | Witten     | Eisen |      | 1858 (um)  |              |      |
| Schottland VIII      | Valbert                    | Witten     | [ 48 ] |      | 1874 (um)  |              |      |
| Schottland XIII      | Valbert                    | Witten     | Eisen; 700 m südwestlich vom Hause Dietrich Turck zu Valbert; verliehen am 25. Juni 1858 | Lage | 1854-01-19 |              |      |
| Schottland XVI       | Valbert                    | Witten     | Eisen |      | 1861 (um)  |              |      |
| Schottland XVII      | Valbert                    | Witten     | Eisen |      | 1858 (um)  |              |      |
| Schottland XVIII     | Vorderhagen                | Witten     | auf dem Weg von Österfeld nach Hardenberg; auf dem Acker von Joh. C. Westebbe zu Valbert | Lage | 1859 (um)  |              |      |
| Sebastopol I         | Ihne                       | Witten     | zwischen Ihne und Pütthof; verliehen am 14. Mai 1859; Trinkwassergewinnung für Bewohner von Ihne |      | 1855-07-30 |              |      |
| Sebastopol II        | Echternhagen               | Witten     | altes Feld; seit 1840 gelöscht | Lage | 1855-07-30 |              |      |
| Sieg                 | Echternhagen               | Witten     | zwischen Spädinghausen und Haumche; nö von Constantin XX | Lage | 1856-08-17 |              |      |
| Silberkuhle          | Echternhagen               | Witten     | |      |            |              |      |
| Silberkuhlenberg     | Sundhellen                 | Witten     | Eisen, Blei, Kupfer, Zink; auch Weylandsberg(1840), Wildberg, Kolberg, Zonthelden genannt; vermutlich identisch mit Grubenfeld Helberg I/Gottvertrauen ein zubetonierter Stollen ist noch vorhanden | Lage | 1464-06-12 | 1857         |      |
| Sophie               | Badinghagen                | Witten     | Eisen |      | 1874-08-19 |              |      |
| Straßburg            | Meinerzhagen / Lüdenscheid | Witten     | Eisen |      | 1874 (um)  |              |      |
| Vor dem Dorpe        | Meinerzhagen               | Witten     | Eisen |      | 1487-05-29 |              |      |
| Werder               | Meinerzhagen               | Witten     | Eisen |      | 1874-03-28 |              |      |
| Wilhelmine           | Listringhausen             | Witten     | Eisen |      | 1902 (vor) |              |      |
| Wohlfahrt            | Meinerzhagen               | Witten     | Kupfer |      |            |              |      |
| Zeche im Listertal   | ?                          | Olpe       | Schwarzkupfer; Lage im Listertal |      | 19. Jh.    |              |      |
| Zufall               | Sundfeld                   | Witten     | Eisen; verl.24.02.1860; nur Schurf; Bezug zu gelöschter Mutung Wittekind | Lage | 1859-09-24 |              |      |

### Menden
| Name              | Ortsteil                         | Bergrevier | Anmerkungen                                                                                         | Lage | Beginn     | Ende      | Bild |
| ----------------- | -------------------------------- | ---------- | --------------------------------------------------------------------------------------------------- | ---- | ---------- | --------- | ---- |
| Bergwerk          | Oberrödinghausen                 | Arnsberg   | [ 5 ]                                                                                               | Lage |            |           |      |
| Bergwerk          | Oberrödinghausen                 | Arnsberg   | [ 5 ]                                                                                               | Lage |            |           |      |
| Bergwerk          | Oberrödinghausen                 | Arnsberg   | [ 5 ]                                                                                               | Lage |            |           |      |
| Bertha II         | Böingsen                         | Arnsberg   | Eisen                                                                                               |      |            |           |      |
| Bertingloh I      | Halingen                         | Arnsberg   | Eisen                                                                                               |      | 1858 (um)  |           |      |
| Bertingloh II     | Halingen                         | Arnsberg   | Eisen                                                                                               |      | 1858 (um)  |           |      |
| Caroline          | ?                                | Arnsberg   | Kupfer, Blei, Antimon, Schwerspat                                                                   |      | 1855 (um)  |           |      |
| Conradszeche      | Steinhausen / Gut Rödinghausen   | Arnsberg   | Eisen                                                                                               |      | 1847 (um)  |           |      |
| Elsterbusch       | Böingsen                         | Arnsberg   | Eisen; zu Konsolidation Elsterbuscher Zug                                                           |      | 1847 (vor) |           |      |
| Elsterbuscher Zug | Böingsen / Asbeck                | Arnsberg   | Eisen, Ton; Konsolidation                                                                           |      | 1847 (vor) |           |      |
| Ferdinand II      | Halingen                         | Arnsberg   | Eisen; am Bertingloher Berge, bei Halingen, Flur XIII/13/4 der Gemeinde Halingen; wohl kein Betrieb |      | 1862       |           |      |
| Franziskus        | Böingsen                         | Arnsberg   | Eisen; zu Elsterbuscher Zug                                                                         |      | 1847 (vor) |           |      |
| Friedrich         | Menden                           | Arnsberg   | Eisen                                                                                               |      | 1836 (um)  |           |      |
| Höingsen          | Hüingsen / Böingsen              | Arnsberg   | Eisen, Ton                                                                                          |      | 1849 (um)  |           |      |
| Juda              | Hüingsen / Böingsen              | Arnsberg   | Eisen                                                                                               |      | 1859 (um)  |           |      |
| Königsgrube V     | Hüingsen                         | Arnsberg   | Blei; verliehen 2. Mai 1862; am sog. „Buchholz“ bei Höingsen, Flur IX, Parzelle 9/1                 |      | 1861-07-03 |           |      |
| Konradzeche       | Böingsen                         | Arnsberg   | Eisen, Ton                                                                                          |      | 1861-07-03 |           |      |
| Ligny             | Böingsen                         | Arnsberg   | Eisen, Ton; Mutungen                                                                                |      | 1852       |           |      |
| Neuburg           | Böingsen / Gut Rödinghausen      | Arnsberg   | Eisen, Ton; auch Neuerburg genannt                                                                  |      | 1847 (um)  | 1865 (um) |      |
| Pluto I a         | Böingsen / Hemer                 | Arnsberg   | Eisen                                                                                               |      | 1860 (um)  |           |      |
| Primus I          | Menden / Schwitten               | Arnsberg   | Eisen; östl. der Hönne                                                                              |      | 1873 (um)  |           |      |
| Primus II         | Menden / Böingsen                | Arnsberg   | Eisen; östl. der Hönne                                                                              |      | 1873 (um)  |           |      |
| Primus III        | Menden / Böingsen                | Arnsberg   | Eisen; östl. der Hönne                                                                              |      | 1873 (um)  |           |      |
| Primus IV         | Menden / Böingsen                | Arnsberg   | Eisen; östl. der Hönne                                                                              |      | 1873 (um)  |           |      |
| Primus V          | Menden / Böingsen                | Arnsberg   | Eisen; östl. der Hönne                                                                              |      | 1873 (um)  |           |      |
| Primus VI         | Menden / Deilinghofen / Böingsen | Arnsberg   | Eisen; östl. der Hönne                                                                              |      | 1873 (um)  |           |      |
| Primus VII        | Menden / Böingsen                | Arnsberg   | Eisen; östl. der Hönne                                                                              |      | 1873 (um)  |           |      |
| Primus VIII       | Menden / Hemer / Böingsen        | Arnsberg   | Eisen; östl. der Hönne                                                                              |      | 1873 (um)  |           |      |
| Primus IX         | Menden / Hemer                   | Arnsberg   | Eisen; östl. der Hönne                                                                              |      | 1873 (um)  |           |      |
| Primus X          | Böingsen                         | Arnsberg   | Mangan; östl. der Hönne                                                                             |      | 1875 (um)  |           |      |
| Primus XI         | Böingsen                         | Arnsberg   | Mangan                                                                                              |      | 1873 (um)  |           |      |
| Rollo             | Böingsen                         | Arnsberg   | Eisen                                                                                               |      | 1858 (um)  |           |      |
| Waldemei          | Menden                           | Arnsberg   | Eisen; bei Krebsbach; Steinkohle?; Versuch                                                          |      |            |           |      |
| Windberg (am ?)   | Asbeck                           | Arnsberg   | Eisen; Mutungen                                                                                     |      |            |           |      |

### Nachrodt-Wiblingwerde
Bedeutender Abbau hat hier nicht stattgefunden. Ziel von Schurfen dürfte hier vielmehr die Verleihung eines Grubenfeldes und damit eines Wertes (Spekulationsobjekt) gewesen sein. Nachfolgend Schürfgruben mit Bergwerksverleihung:
| Name            | Ortsteil      | Bergrevier | Anmerkungen                                                                                    | Lage | Beginn     | Ende | Bild |
| --------------- | ------------- | ---------- | ---------------------------------------------------------------------------------------------- | ---- | ---------- | ---- | ---- |
| Adelgunde       | Herlsen       | Witten     | Kupfer; altes Feld; seit ca. 1850 ins freie gefallen                                           |      |            |      |      |
| Denkelmann      | Eilerde       | Witten     | Eisen                                                                                          | Lage | 1855-08-06 |      |      |
| Einsal          | Einsal        | Witten     | Kupfer; mehrere Stollen                                                                        | Lage | 1885-09-18 |      |      |
| Gut Heil        | Hinterveserde | Witten     | Eisen; altes Feld                                                                              |      |            |      |      |
| Landmannsbänke  | Oevenscheidt  | Witten     | Eisen; am Breloh; verliehen 1859-10-14                                                         | Lage | 1853-08-09 |      |      |
| Mariahoffnung   | Herlsen       | Witten     | Blei; altes Feld; seit ca. 1850 ins freie gefallen                                             |      |            |      |      |
| Schöne Aussicht | Hinterveserde | Witten     | Eisen; 2 Schurfschächte; verliehen 11. Juni 1855                                               | Lage | 1855-10-26 |      |      |
| St. Georg       | Eilerde       | Witten     | Eisen; 6 m tiefer Schacht; nördlich des Brantenhahn im Laubwald; Verleihung 28. September 1867 | Lage | 1864-05-22 | 1870 |      |
| Thielsflötz     | Oevenscheidt  | Witten     | Eisen; unweit Gut Waldemey; verliehen 25. Juni 1858                                            | Lage | 1856-10-02 |      |      |

### Neuenrade
| Name           | Ortsteil                    | Bergrevier | Anmerkungen                                                                                                   | Lage | Beginn     | Ende | Bild |
| -------------- | --------------------------- | ---------- | --- | ---- | ---------- | ---- | ---- |
| Albert         | Affeln                      | Arnsberg   | Eisen; am Beringer Loh                                                                                        |      |            |      |      |
| Albert I       | Altenaffeln                 | Arnsberg   | Blei, Zink; verliehen 26. Oktober 1871; gen Altenaffeln (Birnbaum); zu Plettenberger Zinkgewerkschaft         |      | 1870-10-11 |      |      |
| Bonelohe       | Affeln                      | Arnsberg   | Eisen |      |            |      |      |
| Borloh         | Affeln                      | Arnsberg   | Eisen |      | 1825       |      |      |
| Bracht         | Altenaffeln                 | Arnsberg   | Eisen; Erzdistrikt Bracht-Wildewiese                                                                          |      | 16. Jh.    |      |      |
| Brandiger Kopf | Altenaffeln                 | Arnsberg   | Eisen |      | 1851 (um)  |      |      |
| Breite Grube   | Neuenrade                   | Arnsberg   | Eisen; am Neuenrader Kohlenberge; beim Ausbau der Landstraße verschüttet worden                               |      | 1371       |      |      |
| Bulcks         | Altenaffeln                 | Arnsberg   | Eisen; Erzdistrikt Bracht-Wildewiese                                                                          |      | 16. Jh.    |      |      |
| Dahle II       | Neuenrade                   | Arnsberg   | Eisen; am Neuenrader Kohlenberge; verliehen 1857?                                                             | Lage | 1851-12-09 |      |      |
| Dycksgroven    | Altenaffeln                 | Arnsberg   | Eisen; Erzdistrikt Bracht-Wildewiese                                                                          |      | 16. Jh.    |      |      |
| Eisenzeche     | Altenaffeln                 | Arnsberg   | Eisen; Erzdistrikt Bracht-Wildewiese                                                                          |      | 1850 (vor) |      |      |
| Gerviz Creuz   | Affeln                      | Arnsberg   | Eisen |      | 1775 (vor) |      |      |
| Glückauf II    | Küntrop                     | Arnsberg   | Zink; zu Plettenberger Zinkgewerkschaft                                                                       |      | 1872-03-04 |      |      |
| Gustav II      | Affeln                      | Arnsberg   | Blei, Zink; zu Plettenberger Zinkgewerkschaft                                                                 | Lage | 1871-10-20 |      |      |
| Gustavus       | Schalksmühle                | Arnsberg   | Kupferkies; 10 m langer Versuchsstollen                                                                       |      | 1862 (vor) |      |      |
| Haverlop       | Altenaffeln                 | Arnsberg   | Eisen; Erzdistrikt Bracht-Wildewiese                                                                          |      | 16. Jh.    |      |      |
| Immsburg       | Altenaffeln                 | Arnsberg   | Eisen |      | 1851       |      |      |
| Julius         | Küntrop / Blintrop / Affeln | Arnsberg   | Schwefelkies                                                                                                  |      | 1873       |      |      |
| Lothringen     | Küntrop / Blintrop          | Arnsberg   | Schwefelkies                                                                                                  |      | 1873 (um)  |      |      |
| Mariechen      | Altenaffeln                 | Arnsberg   | Eisen | Lage |            |      |      |
| Mariechen      | Altenaffeln                 | Arnsberg   | Zink; am Bieringer Loh; nicht erfolgreicher Untersuchungsschacht zwischen Mariechen und Mariechen I abgeteuft |      | 1871-03-07 |      |      |
| Mariechen I    | Altenaffeln                 | Arnsberg   | Zink; am Bieringer Loh                                                                                        |      | 1871-03-07 |      |      |
| Pandora        | Neuenrade                   | Arnsberg   | Eisen; Nähe Dahle; verliehen 1857 ?                                                                           | Lage | 1854-04-19 |      |      |
| Rudolph II     | Altenaffeln                 | Arnsberg   | Zink; zu Plettenberger Zinkgewerkschaft                                                                       |      | 1871-10-20 |      |      |
| Selma          | Affeln                      | Arnsberg   | Blei, ZinkLangenholthausen                                                                                    |      | 1867       |      |      |
| Söinghausen    | Altenaffeln                 | Arnsberg   | Eisen; Erzdistrikt Bracht-Wildewiese                                                                          |      | 16. Jh.    |      |      |
| Stolberg       | Altenaffeln                 | Arnsberg   | Zink; zu Plettenberger Zinkgewerkschaft                                                                       |      | 1872-03-04 |      |      |
| Zellerfeld     | Neuenrade                   | Arnsberg   | Schwefelkies; am Biesenberg; 3 m tiefer Schacht; Verleihung 17. Mai 1866                                      | Lage | 1864-07-29 | 1901 |      |

### Plettenberg
| Name                           | Ortsteil                               | Bergrevier           | Anmerkungen | Lage | Beginn          | Ende         | Bild |
| ------------------------------ | -------------------------------------- | -------------------- | --- | ---- | --------------- | ------------ | ---- |
| Agnes                          | Hilfringhausen                         | Witten               | Eisen; verliehen 1871-05-20 |      | 1870-09-19      |              |      |
| Alex                           | Frehlinghausen / Holthausen            | Witten               | Eisen |      | 1871-10-31      |              |      |
| Alex I                         | Holthausen                             | Witten               | Eisen |      | 1871-11-06      |              |      |
| Alexander von Humboldt         | Eiringhausen                           | Witten / Plettenberg | Eisen; Neuverleihung am 11. Mai 1856 | Lage | 1422            | 1860 (um)    |      |
| Altar                          | Plettenberg                            | Witten               | Kupfer, Kobalt, Blei, Eisen |      |                 |              |      |
| Alter Mann                     | Holthausen                             | Witten               | Zink, Blei; mind. 6 Stollen; ehemals Grube Glückauf; verliehen 2. April 1867 | Lage | 1865-12-12      | 1910         |      |
| Am Kirchlöh                    | Plettenberg                            | Witten               | Schiefer |      | 1755 (um)       |              |      |
| Am Dümpel                      | Plettenberg                            | Witten               | Blei; auch am Tümpel genannt | Lage | 1636 (um)       | 1688 (vor)   |      |
| Antonius                       | Leinschede                             | Witten               | Eisen; am Fuß des Mattenhagen; Verleihung am 18. Oktober 1867 | Lage | 1867-02-22      |              |      |
| Aurora                         | Landemert                              | Witten               | Kupfer | Lage |                 |              |      |
| Bärenberger Stollen            | Plettenberg                            | Witten               | Kupfer, Silber; 1338 als Koppern-Groven up dem Bermberg im Kerchspiel Plettenbracht erwähnt | Lage | 1338            |              |      |
| Bergwerk                       | Plettenberg                            | Witten               | Blei | Lage |                 |              |      |
| Bergwerk                       | Böddinghausen                          | Witten               | Eisen |      | 1858-10-01      |              |      |
| Bergwerk                       | Himmelmert                             | Witten               | [ 62 ] [ 5 ] | Lage |                 |              |      |
| Beschertes Glück               | Landemert                              | Witten               | Kupfer | Lage |                 |              |      |
| Brandenburg                    | Plettenberg                            | Witten               | Blei |      | 1627 (ca.)      | 1873         |      |
| Claudius                       | Himmelmert                             | Witten               | Kupfer | Lage |                 |              |      |
| Clausewitz                     | Plettenberg                            | Witten               | Schwefelkies; verliehen am 10. Juli 1873 | Lage | 1872-08-18      |              |      |
| Diogenes                       | Hilfringhausen                         | Witten               | Eisen; auf dem „Timberge“; verliehen 1858-06-11 | Lage | 1853-02-03      |              |      |
| Emanuel                        | Plettenberg                            | Witten               | Blei, Kupfer; mehrere Stollen | Lage | 17. Jh. (mind.) |              |      |
| Emilie                         | ?                                      | Witten               | Kupfer |      |                 |              |      |
| Emilie                         | Eiringhausen                           | Witten               | Zink, Eisen, Blei, in der oberen Blemke; Eisen ca. 250 Meter oberhalb des Kahlberges; 8. November 1858 verliehen; 1864 zu Theodore; am Graben, etwa an der unteren Ecke des evangelischen Friedhofes; zu Plettenberger Zinkgewerkschaft |      | 1852 -08-05     | 1864         |      |
| Eurybia                        | Oesterhammer / Dankelmert / Holthausen | Witten               | Eisen; verliehen am 20. August 1885 | Lage | 1885-05-10      |              |      |
| Ferdinand                      | Eiringhausen                           | Witten               | Eisen; verliehen am 12. Juni 1858; am Fuß des Mattenhagen; bei der untersten Wibbecke nach dem Buschgrund des Adolf Vieregge zu Leinschede | Lage | 1855-09-16      |              |      |
| Fortschritt                    | Landemert                              | Witten               | Eisen | Lage |                 |              |      |
| Franziska                      | Holthausen                             | Witten               | Blei; Stollen mit 411 m Länge | Lage | 1856-02-1       | 1909         |      |
| Franziska I                    | Holthausen / Plettenberg               | Witten               | Blei;verliehen 10. August 1892; zu Franziska; zwangsversteigert 1911; heute Trinkwassergewinnung |      | 1889-06-15      | 1911-02-25   |      |
| Friedrich                      | Plettenberg / Holthausen / Dankelmert  | Witten               | Schwefelkies | Lage |                 |              |      |
| Friedrich II                   | Plettenberg                            | Witten               | Blei; im Schibecker Siepen | Lage |                 |              |      |
| Friedrich Wilhelm              | Plettenberg                            | Witten               | Schwefelfkies; an der Sundhelle (ehemalige Ziegelei Wirth); am 7. Februar 1874 verliehen; | Lage | 1872-10-14      |              |      |
| Gerechtigkeit                  | ?                                      | Witten               | Kupfer |      |                 |              |      |
| Glückauf Segen                 | Eiringhausen                           | Witten               | Blei; 27. Februar 1885 verliehen; Lage im Feld Leitstern |      | 1884-03-27      |              |      |
| Gustav                         | Ohle                                   | Witten               | Zink; zu Plettenberger Zinkgewerkschaft |      |                 |              |      |
| Haverley                       | Plettenberg                            | Witten               | Eisen |      | 1521            | 1638 (ca.)   |      |
| Heidberg                       | Landemert                              | Witten               | Kupfer |      | 1885 (um)       | 1890 (ca.)   |      |
| Heidberg II                    | Landemert / Plettenberg                | Witten               | [ 59 ] [ 28 ] |      | 1885            | 1890 (ca.)   |      |
| Henriette I                    | Eiringhausen                           | Witten               | Blei; am Kohlbuschberg; evtl. identisch mit Emanuel; neu gemutet 19.11.1853; 21. Januar 1860 neu verliehen; Stollenmundloch 10 m tiefer als Henriette III | Lage | 1743-05-12      | 1888         |      |
| Henriette III                  | Eiringhausen                           | Witten               | Kupfer; am Kohlbuschberg; verliehen 22. Januar 1860 | Lage | 1853-12-10      | 1888         |      |
| Hessenkamp                     | Plettenberg                            | Witten               | Blei; beim Mollhoff, am Stein Nocken wie auch am Seegen oder Hessen Kamp |      | 1688 (vor)      | 1756         |      |
| Hoffnung                       | ?                                      | Witten               | Kupfer, Blei, Eisen |      | 1865-06-11      |              |      |
| Huckenloch                     | Plettenberg                            | Witten               | Eisen |      | 1755 (um)       |              |      |
| Hugo                           | ?                                      | Witten               | Eisen |      |                 |              |      |
| Hulda                          | Eiringhausen / Allendorf               | Witten               | Zink; Schwefelkies; in der oberen Blemke; verliehen 29. August 1867; zu Plettenberger zinkgewerkschaft |      | 1865-04-06      |              |      |
| Johanna I                      | Eiringhausen                           | Witten               | Zink; verliehen 1867-08-19; in der oberen Blemke; zu Plettenberger Zinkgewerkschaft |      | 1865-10-03      |              |      |
| Juno                           | Bremcke                                | Witten               | Blei; nördlich von Bremcke |      |                 |              |      |
| Laura                          | Ohle                                   | Witten               | Eisen; Konsolidation Vereinigte Laura aus Laura I und Laura II |      | 1862 (um)       |              |      |
| Laura I                        | Ohle                                   | Witten               | Eisen; verliehen 1859-04-09; am 18. August 1862 konsolidiert zu Vereinigte Laura |      | 1857-12-16      | 1872         |      |
| Laura II                       | Ohle                                   | Witten               | Eisen; verliehen 1859-09-04; am 18. August 1862 konsolidiert zu Vereinigte Laura |      | 1856-11-20      | 1872         |      |
| Leitstern                      | Eiringhausen                           | Witten               | Kupfer, Luftschutzstollen im Krieg; Verleihung vom 6. Januar 1861; Feldüberdeckend mit Laura I und Alexander von Humboldt I |      | 1858-09-08      | 1885         |      |
| Maria                          | Himmelmert                             | Witten               | Kupfer, Schwefelkies; rund 80 Meter unterhalb der Oestertalsperre; verliehen 29.06.1886; 32 m Länge | Lage | 1858-10-04      | 1887-02      |      |
| Marianne                       | Holthausen                             | Witten               | Eisen |      |                 |              |      |
| Mariechen I                    | Ohle                                   | Witten               | Eisen; Zeche am Hohnerloh genannt | Lage | 1533-05         |              |      |
| Marienglück                    | Landemert                              | Witten               | Eisen | Lage |                 |              |      |
| Martha                         | Eiringhausen                           | Witten               | Zink; in der Blemke; verliehen 1864-05-31; zu Plettenberger Zinkgewerkschaft |      | 1864-02-11      |              |      |
| Merkur                         | Plettenberg                            | Witten               | Kupfer; etwa im Bereich von Neu-Dortmund |      |                 |              |      |
| Neu Dortmund                   | Plettenberg                            | Witten               | Eisen; auch Klinckmette oder Klinckmecke genannt; Neumutung am 1. September 1857; neu verliehen 19. Juli 1859 | Lage | 1613 (vor)      | 1874-05-04   |      |
| Neu Glück                      | Plettenberg                            | Witten               | Blei; am Wolfshammer; Schutzbunker im Zweiten Weltkrieg für 100 Bewohner; heute Besucherstollen; Länge mehrere hundert Meter | Lage | 1755-04-15      | 1759-06-26   |      |
| Otto                           | Eiringhausen                           | Witten               | Eisen; am Fuß des Mattenhagen;500.000 Quadratlachter groß, liegt in dem Einschnitt der Ruhr-Sieg-Bahn am Fuße des Schwarzenberg. Durch den Bahnbau wurde ein Brauneisensteinlager am 17. Juli 1857 entblößt, welches 1 Zoll bis zu 1 Fuß mächtig war; Verleihung am 7. September 1866 | Lage | 1866-03-23      |              |      |
| Patriot                        | Eiringhausen                           | Witten               | Eisen; Überdeckung mit Feld Friedrich II |      |                 |              |      |
| Plettenberg                    | Ohle                                   | Witten               | Eisen; verliehen 10. November 1871; zu Plettenberger Zinkgewerkschaft |      | 1870-09-18      |              |      |
| Plettenberger Zinkgewerkschaft | Plettenberg / Werdohl / Sundern        | Witten               | Zink, Eisen, Blei, Schwefelkies; Konsolidation aus folgenden Gruben: Theodore, Emilie, Johanna 1, Hulda, Theodor 1, Altermann-Zinkerz, Altermann-Bleierz, Martha (Erbstollen), Gustav, Wilhelm, Wilhelm 2, Louise, Louise 1, Altenberg, Stollberg, Glückauf 2, Rudolph 2, Alberti, Carl, Aegidius, Eckenberg, Eckenberg 1, Eckenberg 2, Adolph, Franziska 1, Stephani, Ohle, Heinrich, Westfalia und Friderike |      | 1873            | 1880         |      |
| Rabor                          | Holthausen / Altena                    | Witten               | Schwefelkies, Eisen, Blei; 1854 verliehen |      | 1852-06-01      | 1893 (mind.) |      |
| Schwarzenberg                  | Siesel                                 | Witten               | Schiefer |      | 1755 (um)       |              |      |
| Susanne                        | Heveschotten                           | Witten               | Kupfer | Lage |                 |              |      |
| Theodore                       | Eiringhausen                           | Witten               | Blei, Zink, Eisen; in der oberen Blemke, ca. 250 Meter oberhalb des Kahlberges; Verleihung vom 22.08.1863; Betrieb 1863–1888; 63 m Teufe;vom Kahlberg bis zur Hespe und zur Plattenbracht bei Allendorf ca. 25 Zinkerzgruben gelegen (u. a. Marta, Johanna) | Lage | 1863-02-06      | 1888         |      |
| Theodore I                     | Eiringhausen / Altaffeln / Allendorf   | Witten               | Schwefelkies; innerhalb Grubenfeld Theodore; verliehen 1867-11-18 |      | 1867-05-01      |              |      |
| Undine                         | Eiringhausen                           | Witten               | Kupfer; Überdeckung mit Feld Friedrich II |      |                 |              |      |
| Unverhofft Glück               | ?                                      | Witten               | Kupfer |      | 1804 (um)       |              |      |
| Vereinigte Laura               | Ohle                                   | Witten               | Eisen; 3. Stollen; konsolidiert aus 'Laura I' und 'Laura II' |      | 1862-08-18      | 1872         |      |
| Versuchung                     | Plettenberg                            | Witten               | Kupfer, Blei |      |                 |              |      |
| Victoria                       | Papenkuhle                             | Witten               | Eisen; verliehen 1. Oktober 1858 | Lage | 1853-05-31      | 1866         |      |
| Vorsehung                      | Eiringhausen / Plettenberg             | Witten               | Kupfer; am Bärenberg |      | 1861 (um)       |              |      |
| Vorsicht                       | Plettenberg                            | Witten               | Kupfer, Blei; am Bärenberg; auch Grube St. Casper, Trau auf Gott oder Schulenburger Glück genannt; wohl um 1860 neu verliehen |      | 1713            | 1919         |      |
| Vorwärts                       | Lettmecke                              | Witten               | Kupfer | Lage |                 |              |      |
| Vulkan                         | Holthausen                             | Witten               | Kupfer |      |                 |              |      |
| Wilde Frau                     | Dankelmert                             | Witten               | Kupfer; benachbart mit Grube Vorwärts; verliehen erst 25. Juni 1858 | Lage | 1832            | 1870 / 1890  |      |
| Wilde(r) Mann                  | Dankelmert                             | Witten               | Kupfer; evtl. bereits 1852 gemutet; Neuverleihungsurkunde vom 16. Oktober 1858; bei Landemert | Lage | 15. Jh.         | 1897         |      |
| Wilhelm II                     | Hilfringhausen                         | Witten               | Zink; verliehen 1868-02-18; ca. 250 m unterhalb des Hauses Brüninghausen am rechten Talhang der Lenne; zu Plettenberger Zinkgewerkschaft | Lage | 1867-08-23      |              |      |
| Wilhelmine                     | Landemert                              | Witten               | Kupfer | Lage |                 |              |      |
| Witten II                      | Landemert                              | Witten               | Eisen | Lage |                 |              |      |
| Witten X                       | Bremcke                                | Witten               | Eisen; südlich von Bremcke |      |                 |              |      |
| Wohlfahrt                      | Immecke                                | Witten               | Kupfer; zwei Stollen mit jeweils ca. 20 Meter Länge | Lage | 1715-07-31      |              |      |
| Wormel                         | Plettenberg                            | Witten               | Blei; auch Wurmberg genannt | Lage | 1606 (um)       | 1759         |      |
| Ziegenkamp                     | Bremcke                                | Witten               | Blei, Kupfer | Lage | 1588 (vor)      | 1717         |      |

### Schalksmühle
| Name                     | Ortsteil                          | Bergrevier | Anmerkungen                                                                  | Lage | Beginn     | Ende | Bild |
| ------------------------ | --------------------------------- | ---------- | ---------------------------------------------------------------------------- | ---- | ---------- | ---- | ---- |
| Adolph                   | Everinghausen                     | Witten     | Eisen; verliehen 9. Februar 1874                                             | Lage | 1873-09-26 |      |      |
| Albert Emil              | Hülscheid / Halver                | Witten     | Eisen, Mangan                                                                |      | 1880 (um)  |      |      |
| Auguste I                | ?                                 | Witten     | [ 8 ]                                                                        |      |            |      |      |
| Bergwerk                 | Sonnenscheid                      | Witten     | Eisen ?                                                                      | Lage |            |      |      |
| Charlotte                | Everinghausen / Dahl              | Witten     | Eisen; verliehen 9. Februar 1874                                             | Lage | 1873-09-26 |      |      |
| Drescheid                | Großendrescheid                   | Witten     | Eisen                                                                        | Lage | 1872-08-05 |      |      |
| Elisabeth                | Everinghausen / Dahl              | Witten     | Eisen; verliehen 9. Februar 1874                                             | Lage | 1873-09-26 |      |      |
| Emil                     | ?                                 | Witten     | [ 46 ]                                                                       |      |            |      |      |
| Friederika               | Hülscheid / Dahl                  | Witten     | Eisen                                                                        |      | 1874 (um)  |      |      |
| Glückauf                 | Hülscheid / Halver / Breckerfeld  | Witten     | Eisen                                                                        |      | 1883 (um)  |      |      |
| Glückauf Hülscheid       | Harrenscheid                      | Witten     | Eisen                                                                        | Lage | 1857-07-22 |      |      |
| Gustavus                 | Schalksmühle                      | Witten     | Kupfer; 10 m langer Stollen; Stolleneingang, Mulde und Halden noch vorhanden | Lage | 1862-06-30 |      |      |
| Kuhlenhagen              | Stallhaus / Heedfeld              | Witten     | Eisen, Mangan                                                                | Lage | 1853-06-26 |      |      |
| Kupferwerk               | Niederworth                       | Witten     | 8 m langer Stollen an der Volmestraße (B54)                                  | Lage | 1880-12-26 |      |      |
| Ludwig Philipp           | Hülscheid / Dahl                  | Witten     | Eisen                                                                        |      | 1874 (um)  |      |      |
| Mathilde                 | ?                                 | Witten     | [ 46 ]                                                                       |      |            |      |      |
| Schalksmühler Kupferwerk | Halver / Hülscheid / Lüdenscheid, | Witten     | Kupfer                                                                       |      | 1880 (um)  |      |      |
| Superintendent           | Heedfeld                          | Witten     | Eisen                                                                        | Lage | 1858 (um)  |      |      |
| Wilhelm August           | Everinghausen                     | Witten     | Eisen; verliehen 9. Februar 1874                                             | Lage | 1873-09-26 |      |      |

### Werdohl
Förderung wurde hier kaum betrieben, aber es gibt Versuchsanlagen (Schächte und Stollen).
| Name                  | Ortsteil     | Bergrevier | Anmerkungen | Lage | Beginn     | Ende | Bild |
| --------------------- | ------------ | ---------- | --- | ---- | ---------- | ---- | ---- |
| Bertha II             | Lengelsen    | Witten     | Kupfer, Blei; verliehen 01.05.1893; 1938 nochmals diskutiert; kein Betrieb stattgefunden                                                                      | Lage | 1893-05-01 |      |      |
| Beuth                 | Werdohl      | Witten     | Eisen; verliehen 11. Mai 1862; ca. 7 m tiefer Schacht; 1889 zwangsversteigert; 1892 aufgelassen; 1935 nochmals diskutiert                                     |      | 1862-04-01 | 1868 |      |
| Freya                 | Werdohl      | Witten     | Eisen; verliehen 1876-03-18; zu Bertha Caroline (22. Mai 1895); Schachtmauerung noch vorhanden                                                                | Lage | 1875-05-16 | 1877 |      |
| Fritz                 | Werdohl      | Witten     | Eisen; im Gebiet der Haarnadelkurve der Straße von Werdohl nach Neuenrade                                                                                     |      | 1874-03-26 |      |      |
| Gravelotte            | Werdohl      | Witten     | Zink; im Gebiet der Haarnadelkurve der Straße von Werdohl nach Neuenrade; verliehen 1875                                                                      |      | 1873-08-11 |      |      |
| Julius                | Werdohl      | Witten     | Blei; im Gebiet der Haarnadelkurve der Straße von Werdohl nach Neuenrade                                                                                      |      | 1874-04-25 |      |      |
| Josephine             | Werdohl      | Witten     | alte Grube etwa 500 Meter genau nördlich von Beuth; am Ostabhang des Klosterberges                                                                            |      |            |      |      |
| Morgenstern           | Werdohl      | Witten     | Kupfer; verliehen 1857/1858; Versuchsstollen mit 3 m Länge | Lage | 1853-11-08 |      |      |
| Liebe                 | Elverlingsen | Witten     | Kupfer; verliehen 24. Juni 1859; im Krieg als Bunker benutzt; 3 m langer Stollen mit Gesenk von 2 m Tiefe; Verwendung als Luftschutzbunker, heute Abstellraum |      | 1856-08-11 | 1865 |      |
| Stollen bei Höltmecke | Werdohl      | Witten     | bei Wirtschaft Höltmecke, etwa 25 Meter nach Richtung Werdohl und 2 Meter von der Straße entfernt ein altes Mundloch                                          |      |            |      |      |
| Treue                 | Elverlingsen | Witten     | Kupfer, Eisen; östlich Morgenstern; Versuchsstollen mit 3 m Länge                                                                                             | Lage | 1859-06-24 | 1865 |      |
| Wilhelm II            | Kettling     | Witten     | Blei; nur Pingen vorhanden; 1866 neu gemutet; 16. September 1867 erneut verliehen; zu Plettenberger Zinkgewerkschaft                                          | Lage | 1757       |      |      |